# Apple GS/OS
GS/OS — операционная система, разработанная Apple Computer для персонального компьютера Apple II GS. Она предоставляет средства для доступа к файловой системе, управления устройствами ввода/вывода, загрузки и запуска программных файлов, а также систему, позволяющую программам обрабатывать прерывания и сигналы. В качестве основной файловой системы используется ProDOS. GS/OS является компонентом Apple II GS System Software версий 4.0–6.0.1 и была первой настоящей 16-разрядной операционной системой для II GS.

## Функции

### Оптимизация скорости
Преимущество GS/OS над ее предшественницей, операционной системой ProDOS 16, заключается в том, что она была написана полностью на 16-битном коде для процессора 65816, используемого в II GS, а не в основном на 8-битном машинном коде 6502, который не использует уникальные возможности II GS. Это позволяет GS/OS предлагать значительную оптимизацию скорости (время загрузки, доступ к диску, обновление экрана) по сравнению с предыдущей ОС и предоставляет возможность включить многие функции других операционных систем Apple, включая Apple III SOS, Macintosh System 5, а также концепции и функции, которые позже появятся в будущих выпусках Macintosh System Software (например, пропорциональные полосы прокрутки, индикаторы выполнения термометра).

### Новые функции и улучшения
В дополнение к постоянным улучшениям в IIGS Finder и загружаемых шрифтах, GS/OS предлагает подключаемые драйверы устройств (модем, принтер и т.д.), отображение прогресса в виде термометра, поддержку AppleShare, трансляторы файловой системы для доступа к иностранным форматам файлов, кэширование диска и поддержку устройств хранения до 4 гигабайт. Она также расширяет файловую систему ProDOS, предоставляя ветвления ресурсов для файлов, похожих на те, которые используются в Apple Macintosh, что позволяет писать программы более гибко. Недавно включенные Apple Advanced Disk Utilities и Apple IIGS Installer помогли упростить разбиение на разделы, форматирование и установку программного обеспечения и драйверов с визуальной легкостью. Доступна среда разработки командной строки, называемая APW (Apple Programmer's Workshop), во многом похожая на Macintosh Programmer's Workshop.

### Переводчики файловых систем
GS/OS включает в себя средство, известное как трансляторы файловых систем (FST), которое позволяет поддерживать несколько файловых систем на диске в прозрачном для прикладных программ и пользователя виде, что отсутствует в ProDOS и большинстве других операционных систем микрокомпьютеров того времени. Хотя GS/OS изначально использует файловую систему ProDOS (из которой она должна быть загружена), она также полностью поддерживает HFS, используемую Mac OS. Другие трансляторы файловых систем включают те, что для MS-DOS, High Sierra/ISO-9660, Apple DOS 3.3 и Pascal, хотя и только для чтения (полная поддержка чтения/записи была запланирована, но так и не была завершена).

## Релизы

### ProDOS 16 (предшественник GS/OS)
- 1986 – System 1.0 (ProDOS 16 v1.0), System 1.1 (ProDOS 16 v1.1)
- 1987 – System 2.0 (ProDOS 16 v1.2), System 3.1 (ProDOS 16 v1.3)
- 1988 – System 3.2 (ProDOS 16 v1.6)

### GS/OS
- 1988 – System 4.0 (GS/OS v2.0)[5]
- 1989 – System 5.0 (GS/OS v3.0), System 5.0.1 (GS/OS v3.0), System 5.0.2 (GS/OS v3.0)
- 1990 – System 5.0.3 (GS/OS v3.03)
- 1991 – System 5.0.4 (GS/OS v3.03)
- 1992 – System 6.0 (GS/OS v4.01)
- 1993 – System 6.0.1 (GS/OS v4.02)

### Неофициальные версии
- 2015 – System 6.0.2 (GS/OS v4.02), System 6.0.3 (GS/OS v4.02)
- 2017 – System 6.0.4 (GS/OS v4.02)[6][7][8]